# Саутемптон
Саутемптон (енгл. Southampton), град у Уједињеном Краљевству у Енглеској. Према процени из 2007. у граду је живело 252.129 становника. Велика је лука и део некадашњег Хемпшира.

## Историја
Иако је познато да су у том подручју постајала насеља још у камено доба прво стално насеље основали су Римљани. Познато је било као Клаусентум и представљало је значајну трговачку луку за велике римске градове Винчестер и Солсбери. Англо-саксонци су померили центар града на данашњу позицију, а у ињихово доба град је био значајна лука. Насељае које је било познато као Хамвик, па Хамтун, па Хемптон. Претпосзтавља се да је ту 1014. викиншки краљ Кнут Велики победио англо-саксонског краља Етелреда Неспремнога и да је ту Кнут ту крунисан. Након норманског освајања Енглеске 1066. Саутемптон је постао велика транзитна лука између Винчестера и Нормандије. До краја 13. века Саутемптон је постао водећа лука и посебно је био значајан за трговину вуном. Ту је 1417. изграђено огромно складиште вуне за средњовековну трговину вуном са Фландријом и Италијом. За време средњег века градња бродова је постала веома важна индустрија и остала је важна вековима.
Французи су опљачкали и порушили град 1338. У пљачки се истакао пират Карло Грималди, који је пљачку искористио да оснује кнежевину Монако. Након тога напада изграђене су градске зидине, од којих је још и данас остао део као рушевина. Пошто нису могли изградити праве обрамбене зидине, јер нису имали за то довољно новца направили су зидине, које су везивали спољним зидовима постојећих трговачких кућа. Краљ Хенри V је ту судио коловођама Саутемптонске завере 1415. пре свога одласка у битку код Азенкура.
Лука у Саутемптону је место одакле је кренуо брод Мејфлауер у Америку 1620. Значајно је да је и Титаник 1912. исполвио из Саутемптона као почетне луке на путу, на коме се десио бродолом. У граду се налази неколико споменик апосвећених 549 грађана Саутемптона, који су се удавили приликом бродолома Титаника. Током Првог светског рата погинуло је 2000 војника на ратишту. Посебно је тешко Саутемптон страдао у Другом светсдком рату због свога стратешког положаја и важне луке. Осим тога град је био индустријски значајан, јер је ту конструисан и израђиван ловац Супермарин спитфајер. Током 1940 погинуло је 130 радника у фабрици авиона.

## Становништво
Према процени, у граду је 2008. живело 252.129 становника.
| 1981.   | 1991.   | 2001.   |
| ------- | ------- | ------- |
| 211,321 | 210,138 | 234,224 |

## Економија и индустрија
Град је увек био повезан са поморством и значајном луком и доковима, који су увек запошљавали много људи. Златно доба је била прва половина 20. века. Између два рата пола британског путничког саобраћаја ишло је туда. У другој половини 20. века долази до индустрија у граду се појављује разнолика индустрија, укључујући авионску, аутомобилску, каблова, електротехничку и петрохемијску. Саутемтон је једини град у Великој Британији са геотермалном електраном, која домаћинствима обезбеђује и топлу воду.
Град је и дан данас остао велика лука одакле испловљавају највећи бродови за крстарења, као што је Квин Елизабет 2 или Квин Мери 2.

## Значајно за видети
- Баргат је грађевина у центру града, која је изграђена у норманско време као део зидина. представљала је главна врата града.
- други највећи средњовековни зид у Енглеској
- Поморски музеј представља складиште из 14. века
- Музеј археологије у торњу из 15. века са експонатима из римског периода
- Музеј куће Тјудор у једној занатској кући из 1495. Приказан је живот једне породице у викторијанско доба
- градска уметничка галерија са радовима модерних мајстора, али и енглеских класика
- Авијацијски музеј

## Спорт
- ФК Саутемптон, фудбалски клуб основан 1885. године, а тренутно члан Премијер лиге.